# Хан Дик Чун
Хан Дик Чун, другие варианты — Хан Дык Чун, Хан Дикчун (12 ноября 1909 года, Владивосток — 10 октября 1961 года, Анива, Сахалинская область) — бригадир тракторной бригады 2-й Средне-Чирчикской МТС Средне-Чирчикского района Ташкентской области, Узбекская ССР. Герой Социалистического Труда (1949).

## Биография
В 1922 году окончил 4 класса начальной школы во Владивостоке. Потом трудился разнорабочим на различных предприятиях. С 1924 года проживал в селе Ляличи Никольск-Уссурийского уезда. С 1929 года — рядовой колхозник колхоза «Полярная звезда» Михайловского района. В 1937 году депортирован на спецпоселение в Ташкентскую область, Узбекская ССР. С 1937 года трудился трактористом в колхозе «Полярная звезда» Средне-Чирчикского района. После окончания в 1940 году курсов механизации работал трактористом, бригадиром-механиком, бригадиром тракторной бригады на 2-й Средне-Чирчикской МТС.
В 1948 году получил в среднем по 77,3 центнера риса с каждого гектара на участке площадью в 107 гектаров. Указом Президиума Верховного Совета СССР от 18 мая 1949 года удостоен звания Героя Социалистического Труда с вручением ордена Ленина и золотой медали «Серп и Молот».
Избирался депутатом Средне-Чирчикского районного совета народных депутатов.
В 1957 году переехал в город Анива Сахалинской области. Скончался в октябре 1961 года в Аниве.
Награды
- Герой Социалистического Труда
- Орден Ленина — трижды (1948, 1949, 1951)
- Орден Трудового Красного Знамени (1947)
- Медаль «За доблестный труд в Великой Отечественной войне 1941—1945 гг.»